# 바일리 니콜 자비
바일리 니콜 자비(Bailie Nicol Jarvie) (줄여서 BNJ)는 스코틀랜드의 글렌모란기 사가 제조·판매하는 위스키이다. 월터 스콧의 소설 《롭 로이》의 등장인물 이름에서 이름을 따왔다.

## 특성
밸런스가 잘 맞는 블렌드 위스키이며, 알코올 함량은 40%이다. 8개의 몰트 위스키를 섞어 만들며, 최소 6년된 액으로 만든다. 몰트 위스키 비율은 60% 이상이다. 글렌모란기 및 글렌 모레이가 주요 블렌드 성분이다.